# Araucaria nemorosa

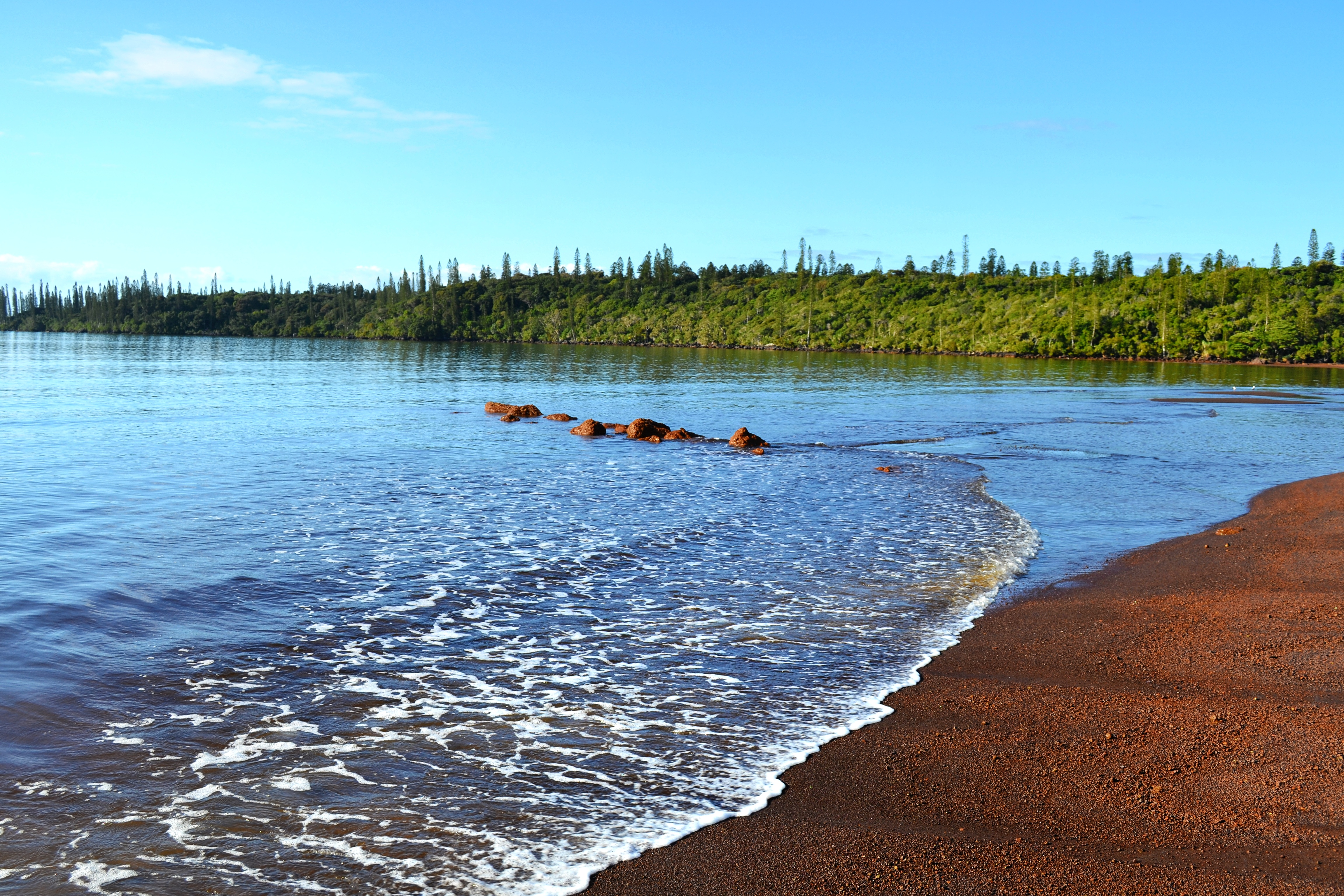
Las nad Port Boise – główna ostoja gatunku

Araucaria nemorosa – gatunek drzewa iglastego z rodziny araukariowatych. Jeden z 13 endemicznych gatunków araukarii z wyspy Nowa Kaledonia. Zachował się zaledwie na dwóch stanowiskach, z czego ponad 90% okazów rośnie w lasach wokół zatoki Port Boise w południowej części głównej wyspy (Grande Terre) a reszta kilka kilometrów na północ w głąb wyspy. W sumie zasoby gatunku nie przekraczają 5 tys. okazów. Rosną one w niskich zaroślach i lasach (do 10 m wysokości) z dominacją Baeckea ericoides, Gymnostoma i Melaleuca quinquenervia, wyrastając ponad ich pułap. Zbiorowiska te porastają tereny w pobliżu wybrzeża na glebach serpentynowych na obszarach o średniorocznych opadach wynoszących 2500–3000 mm. Gatunek ma status krytycznie zagrożonego (CR) w czerwonej liście IUCN. Zagrożeniem dla gatunku jest niszczenie siedlisk z powodu działalności górniczej i presji rekreacyjnej na wybrzeże oraz pożary.

## Morfologia
PokrójDrzewo osiągające 20 m wysokości i 70 cm średnicy pnia, początkowo o koronie stożkowatej, później kopulastej. Kora na pniu szara, łuszcząca się cienkimi, poziomymi pasmami.
LiścieMłodociane liście łuskowate, lancetowate, wygięte do przodu. Dorosłe liście lancetowatych, osiągające długość 10 mm i szerokość 4 mm, na wierzchołku tępe lub zaostrzone.
SzyszkiTe z kwiatami męskimi walcowate, o długości do ok. 12 cm i średnicy do ok. 1,5 cm rozwijają się na końcach pędów. Na trójkątnych mikrosporofilach rozwija się 6 pylników (mikrosporangiów). Szyszki z kwiatami żeńskimi kulistawe lub jajowate, osiągają 12 cm długości i 10 cm średnicy. Łuski wspierające z wyciągniętymi i odgiętymi końcami, osiągające do 15 mm długości. Nasiona to orzeszki z jajowatymi skrzydełkami osiągające 3 cm długości.

## Systematyka i taksonomia
Araukaria ta jest najbliżej spokrewniona z innymi nadbrzeżnymi przedstawicielami tego rodzaju z Nowej Kaledonii: A. columnaris i A. luxurians. Gatunek wraz z innymi araukariami z Nowej Kaledonii tworzy sekcję Eutacta w obrębie rodzaju araukaria Araucaria. Nowokaledońska grupa araukarii ostatniego wspólnego przodka miała ok. 7–9 milionów lat temu, ostatniego wspólnego przodka z należącą do tej samej sekcji araukarią wyniosłą Araucaria heterophylla z wyspy Norfolk – ok. 14–16 milionów lat temu, a ze wszystkimi współczesnymi araukariami 81–94 milionów lat temu.